# Thỏa ước Worms

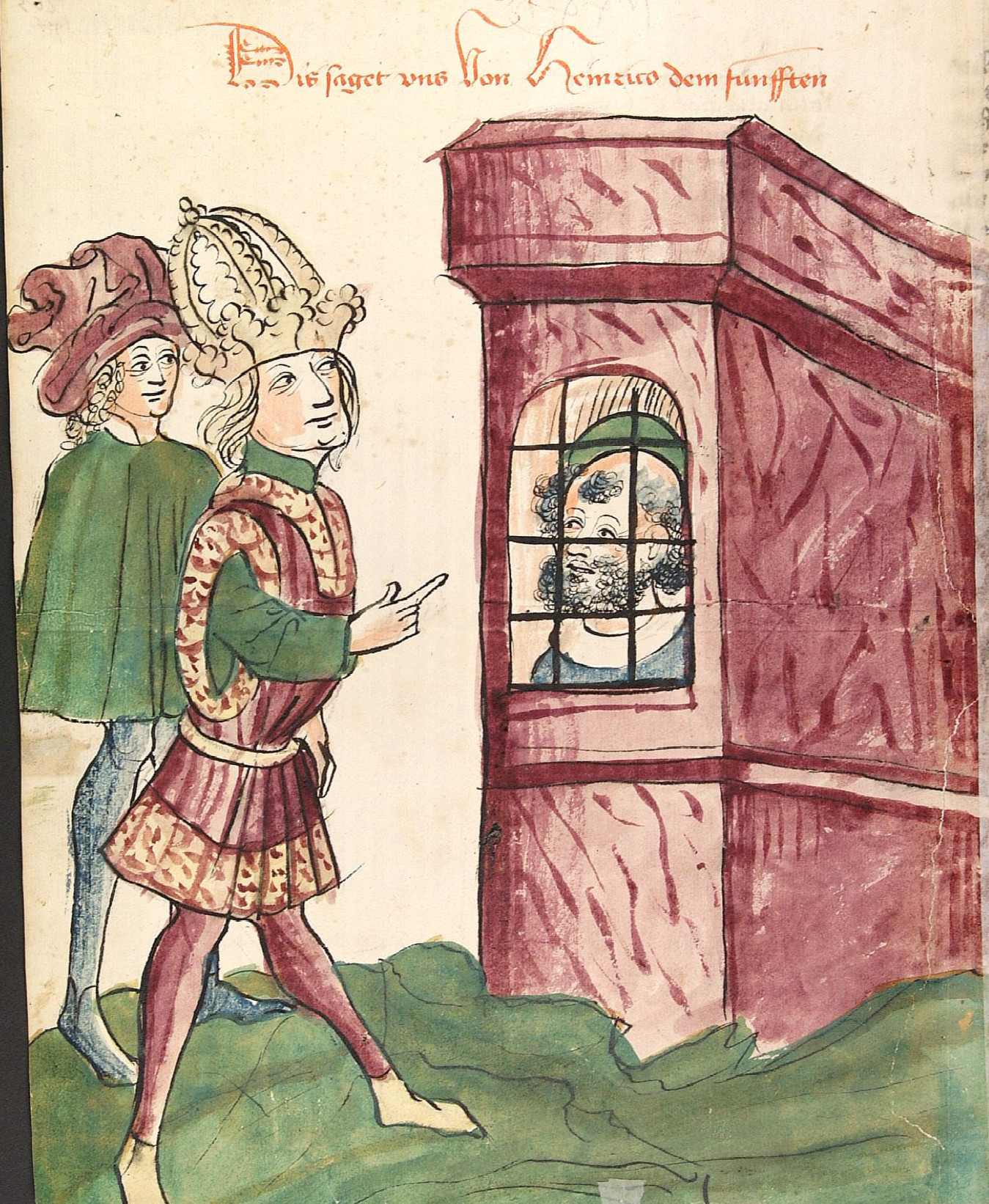
Năm 1122, Heinrich V của đế quốc La Mã Thần thánh ký kết một thỏa thuận với Giáo hoàng Calixtô II được gọi là Hợp đồng Worms.

Thoả ước Worms (tiếng Latinh: Concordatum Wormatiense), đôi khi được gọi là Pactum Calixtinum bởi các sử gia Giáo hoàng,  là một thỏa thuận giữa Giáo hoàng Calixtô II và Heinrich V, Hoàng đế La Mã Thần thánh vào ngày 23 tháng 9 1122, gần thành phố Worms. Nó chấm dứt giai đoạn đầu tiên của cuộc đấu tranh quyền lực giữa Giáo hoàng và Hoàng đế La Mã Thần thánh và đã được giải thích như có chứa trong thỏa ước nguyên tắc chủ quyền quốc gia mà sau đó được xác nhận trong Hòa ước Westfalen (1648). Một phần việc này là một kết quả không lường trước được về sự vận động chiến lược giữa Giáo hội và các chủ quyền châu Âu về việc kiểm soát quyền lực chính trị trong các lĩnh vực của họ. Nhà vua được công nhận là có quyền trao cho các giám mục với quyền lực thế tục ("bởi cây thương") trong các vùng lãnh thổ mà họ cai trị, nhưng không có quyền lực thiêng liêng ("bởi nhẫn và các viên chức"). Kết quả là các giám mục phải trung thành trong các vấn đề thế tục đối với cả giáo hoàng và nhà vua, vì họ có nghĩa vụ xác nhận quyền của chủ quyền để đòi hỏi họ ủng hộ quân sự, theo lời thề của họ đối với hoàng đế. Các vị hoàng đế La Mã Thần thánh trước đây đã nghĩ rằng họ có quyền, được Chúa ban cho, để chọn các quan chức Giáo hội trong lãnh thổ của họ (như các giám mục) và xác nhận cuộc bầu cử Giáo hoàng (và, vào những thời điểm cấp bách bất thường, thực sự chọn các giáo hoàng). Trong thực tế, các hoàng đế đã phụ thuộc rất nhiều vào các giám mục trong việc điều hành chính quyền thế tục của họ, vì họ không phải là quý tộc di truyền hoặc gần như di truyền với lợi ích gia đình.
Sau những nỗ lực của Hồng y Lamberto Scannabecchi (sau này là Giáo hoàng Hônôriô II) và hội nghị Würzburg (1121), năm 1122, Giáo hoàng Calixtô II và Hoàng Đế La Mã Thần thánh Heinrich V đã ký kết một thỏa thuận chấm dứt tranh cãi về quyền phong chức. Theo các điều khoản của thỏa thuận, cuộc bầu cử các giám mục và tu viện trưởng ở Đức diễn ra trong sự hiện diện của hoàng đế như là quan tòa giữa các bên có thể tranh chấp, không để mua chuộc, do đó giữ cho hoàng đế một vai trò rất quan trọng trong việc lựa chọn những nhà lãnh đạo lớn trong lãnh thổ Đế chế. Ngoài biên giới của Đức, ở Burgundy và Ý, Hoàng đế đã chuyển tiếp các biểu tượng quyền lực trong vòng sáu tháng.
Hoàng đế từ bỏ quyền trao cho các giáo sĩ nhẫn và gậy Mục tử, các biểu tượng của quyền lực tinh thần của họ, và đảm bảo cuộc bầu cử của các giáo sĩ của nhà thờ hoặc tu viện và sự tự do hiến dâng.
Thỏa ước Worms là một phần của những cải cách lớn hơn được đưa ra bởi nhiều giáo hoàng, đáng chú ý nhất là Giáo hoàng Grêgôriô VII. Chúng bao gồm nếp sống độc thân của các giáo sĩ, kết thúc sự buôn bán các chức vụ nhà thờ và quyền tự chủ của Giáo hội từ các nhà lãnh đạo thế tục.

## Tầm quan trọng
Mặc dù tranh chấp quyền phong chức đã được giải quyết với thỏa ước Worms, nhưng đế chế đã phải chịu tổn thất nặng nề. Hào quang thiêng liêng của hoàng đế đã bị lung lay và sự thống nhất hiện tại của đế quốc và giáo hoàng đã bị bãi bỏ. Điều này sẽ dẫn đến một sự định hướng lại ý tưởng của đế quốc dưới triều đại nhà Staufer, theo đó vấn đề tồn tại cho đến gần cuối thời Trung cổ.